# ریچارد بچینگ، بارون بچینگ
ریچارد بچینگ، بارون بچینگ (انگلیسی: Richard Beeching, Baron Beeching؛ زاده ۲۱ آوریل ۱۹۱۳ درگذشته ۲۳ مارس ۱۹۸۵) یک فیزیک‌دان اهل انگلستان بود.